# Susuacanga poricolle
Susuacanga poricolle är en skalbaggsart som först beskrevs av Chemsak och Linsley 1973.  Susuacanga poricolle ingår i släktet Susuacanga och familjen långhorningar. Inga underarter finns listade i Catalogue of Life.